# Sarcophaga offecta
Sarcophaga offecta är en tvåvingeart som beskrevs av Guilherme A.M.Lopes 1938. Sarcophaga offecta ingår i släktet Sarcophaga och familjen köttflugor. Inga underarter finns listade i Catalogue of Life.